# 光の糸
『光の糸』（ひかりのいと）は、2001年3月7日に発売された、Something ELseの3枚目のオリジナル・アルバム。

## 概要
1年ぶりのオリジナル・アルバム。
2000年のシングル「ウソツキ」に続く『哀愁三部作』としてシングルカットされた「磁石」「びいだま」、後にライブでは定番曲となる「夕立ち」「自転車ラプソディ#1」等を収録。
10曲目に収録されている「JULY」は、「ラストチャンス」合宿時に制作されたもののお蔵入りになった曲。
レコード会社側は当初、シングル化にこだわっていたが、晴れてアルバムに収録となった。

## 収録曲
作詞・作曲：今井千尋（特記以外）
1. サイレン
  - 編曲：河野圭
2. びいだま
  - 作詞：今井千尋・福本ゆみ　編曲：深沼元昭　コーラスアレンジ：杉真理
  - 11thシングル。テレビ東京系『少女日記』主題歌。当初「Long time ago」としてオンエアされていたが、シングル化にあたり作り直した。ほぼ全編に渡りコーラスが入っている、サムエルの中でも異色のナンバー。
3. 磁石
  - 作曲：伊藤大介　編曲：中村哲
  - 10thシングル。テレビ東京系『少女日記』主題歌。
4. 夕立ち
  - 編曲：河野圭
5. パーティーを始めよう
  - 編曲：河野圭
6. スピードにのって
  - 編曲：CHOKKAKU
7. きみはともだち
  - 作詞：伊藤大介・斎木良二　作曲：伊藤大介　編曲：羽毛田丈史
  - 伊藤大介によるソロ・ヴォーカルのナンバー。
8. !(Coooool Ver.)
  - 作詞・作曲：大久保伸隆　編曲：清水ひろたか　
  - タイトルは「エクスクラメーション（クーーーーールバー）」と読む。
  - 同年のコンサートツアー「光の糸〜怒りの人〜」のオープニング楽曲。
9. SOUL of ORIGIN
  - 編曲：深沼元昭
  - 今井千尋によるソロ・ヴォーカルの楽曲。
  - ハードロックなアレンジが施されている。
10. JULY
  - 編曲：中村哲
  - 『雷波少年系ラストチャンス』合宿時にシングル候補曲となったが、制作ディレクターの一言により、発表が見送られていた。
11. 自転車ラプソディ#1
  - 作詞・作曲:大久保伸隆　編曲：本田優一郎
  - 2006年のバンド解散まで、ライブ終盤レパートリーとして定番となった。
  - 大久保による詞曲の同時担当は本作を最後に無い。
12. 光の糸
  - 編曲：中村哲

| 前作: ギターマン | Something ELseのアルバム | 次作: Y |